# Pchunu
Pchunu (čínsky v českém přepisu Pchu-nu, pchin-jinem púnú, znaky 蒲奴) byl šan-jüem Siung-nuů, vládl od roku 46. Roku 48 se říše Siungnuů rozpadla na severní a jižní. Pchunu a jeho potomci si udrželi vládu nad severními Siung-nuy. Jižní Siung-nuové se stali vazaly čínské říše Chan.

## Život
Pchunu byl synem Chutuerši Toko-žotiho , vládce – šan-jüa – říše Siung-nuů v letech 18–46. Stal se šan-jüem Siung-nuů roku 46, po náhlé smrti bratra Wuta Tichoua . Toho roku ztratili Siung-nuové kvůli suchu dvě třetiny svých stád skotu. V těžké situaci se Pchunu rozhodl uzavřít mír s čínskou říší Chan a vyslal k chanskému císaři mírové poselstvo.
Vládcův příbuzný Chajlošı-žoti  roku 47 navázal samostatné styky s čínskou vládou, předal Číňanům mapu siung-nuských zemí a vyjádřil přání stát se čínským vazalem. Pchunu poslal proti Piovi desetitisícovou armádu, nicméně ta se s mnohonásobně většími silami Piho neodvážila bojovat a stáhla se.
Roku 48 jižní Siung-nuové prohlásili Piho šan-jüem a následující rok zatlačili Pchunuovy stoupence na sever. Říše Siung-nuů se tím rozpadla na dvě – jižní a severní. Pchunu a jeho potomci si udrželi vládu na severními Siung-nuy. Pi a jeho následníci vládli jižním Siung-nuům jako vazalové říše Chan.